# 小関博
小関 博（こせき ひろし、1919年10月24日 - 2013年6月15日）は日本の実業家。元群馬銀行代表取締役頭取。

## 人物
旧制東京商科大学（一橋大学の前身）卒業後、日本銀行入行。
1977年群馬銀行頭取就任。同銀行の人事制度を大幅に刷新し、1983年には従来の57歳定年制を1年に1歳ずつ引き上げ、60歳定年制に移行させ、同時に早期優遇退職を開始するほか、給与体系の見直し、検査役、相談係などの新専任職の設置などを行うことを明らかにした。その後群馬銀行は1989年には過去最高の経常利益約243億円を達成した。

## 略歴
- 1942年9月 旧制東京商科大学（一橋大学の前身）卒業
- 1977年 群馬銀行 代表取締役 頭取
- 1984年5月 群馬銀行 代表取締役会長 兼 財団法人群馬経済研究所 理事長
- 1985年5月 財団法人群馬経済研究所 理事長
- 1990年4月 財団法人群馬経済研究所 名誉会長
- 1990年6月 群馬銀行 名誉会長
  - 群馬県更生保護協会理事長、群馬県華道協会会長、群馬県教育委員会委員、淡交会（裏千家）群馬県名誉支部長等も務めた。
- 2013年6月15日 肺炎のため死去[1]墓所は多磨霊園。